# Cagnaccio di San Pietro

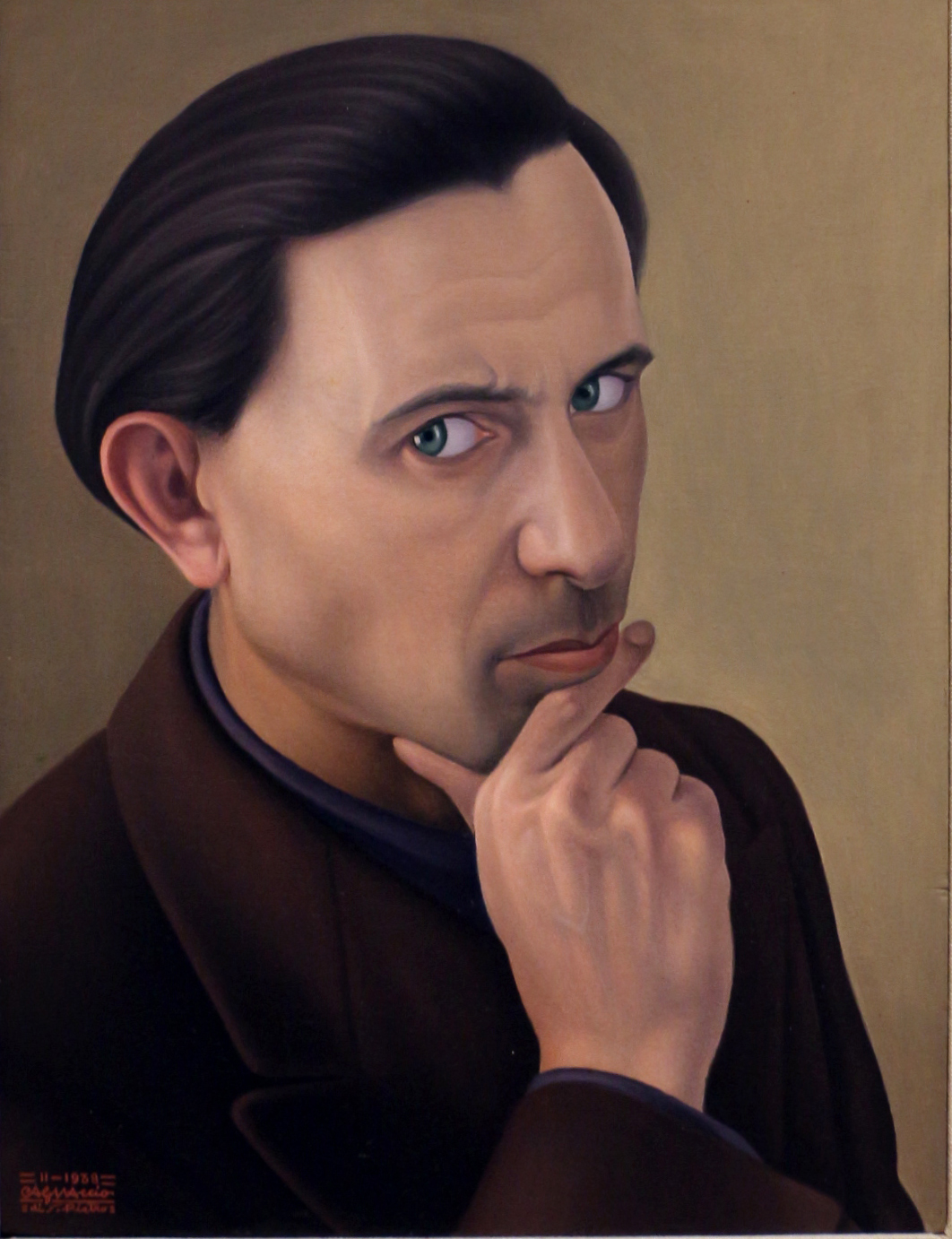
Autoritratto (1938), Ca’ Pesaro

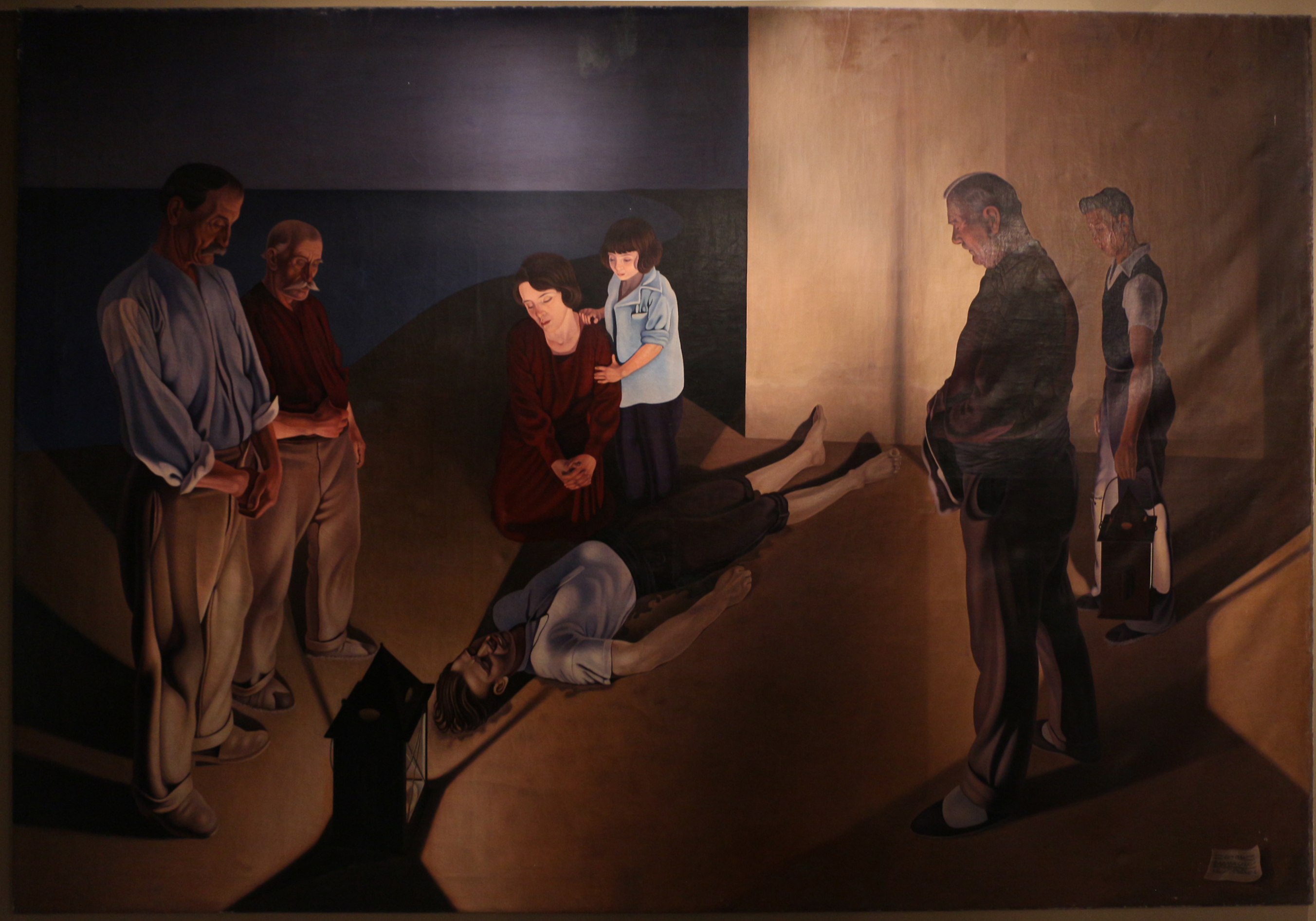
I Naufraghi

Cagnaccio di San Pietro (* 14. Januar 1897 in Desenzano del Garda als Natale Bentivoglio Scarpa; † 29. Mai 1946 in Venedig) war ein italienischer Maler des Magischen Realismus.

## Leben
Der als Natale Bentivoglio Scarpa geborene Sohn eines Leuchtturmwärters nannte sich Cagnaccio di San Pietro, nach der Herkunft seiner Familie aus dem Dörfchen San Pietro. Er studierte an der Akademie der schönen Künste in Venedig, wo er ein Schüler von Ettore Tito war. Nachdem er zunächst Impulse des Futurismus aufgegriffen hatte, zeigte sein Werk der 1920er Jahre den Einfluss der Neuen Sachlichkeit. Er malte Porträts, Akte, Stillleben, Szenen des öffentlichen Lebens und religiöse Bilder in einem fast fotorealistischen Stil. Aufgrund seiner labilen Gesundheit musste er die Kriegsjahre in einem Krankenhaus in Venedig verbringen, wo er 1946 starb.

## Werke
Eines seiner bekanntesten Bilder, Nach der Orgie (1928) zeigt drei unbekleidete Frauen, die neben Spielkarten, leeren Sektflaschen und Zigaretten auf dem Boden schlafen. Die im Zimmer verstreuten Dinge, darunter auch eine Melone, eine Manschette und weiße Handschuhe, deuten darauf hin, dass der Betrachter auf die Überreste einer Orgie der Bourgeoisie der italienischen Zwischenkriegszeit herabblickt. Die verstörende Tatsache, dass die drei Frauen offensichtlich drei Ansichten einer einzigen Frau sind, und die unwirkliche Beleuchtung der bühnenartigen Szenerie machen Nach der Orgie zu einem Musterbeispiel des Magischen Realismus italienischer Prägung. Unübersehbar sind die deutlichen Bezüge zur Neuen Sachlichkeit. Versteht man diese als Ausdruck der Ernüchterung, so ist kaum ein sachlicheres Sujet vorstellbar als die Stunden nach der Orgie. Der unterkühlte Realismus dieses Werks ist auch in seinen Stillleben zu erkennen, die oft Krabben, Hummer oder Glasobjekte (z. B. die Flaschen und Röhrchen des Krankenhauses) zeigen. Weitere Werke sind u. a.:
- Bildnis der Signora Vighi, 1930–36, Privatsammlung[1]
- Der Rosenkranz, 1932.
- Das Mädchen und der Spiegel, 1932.
- Die Arbeiterin, 1932.
- Stillleben mit Fisch, 1939.
- Säugling im Bettchen, 1940.